# Blokgolf

Blokgolf opgebouwd uit harmonischen. Het Gibbs-verschijnsel is hierbij duidelijk zichtbaar.

Een blokgolf, kanteelspanning of kanteelsignaal is een elektrisch signaal of geluidssignaal dat zijn naam ontleent aan vorm wanneer het signaal wordt uitgetekend of zichtbaar gemaakt (waarbij de amplitude tegen de tijd wordt uitgezet). Bij een typische blokgolf alterneert de amplitude tussen 0 en een zekere spanning V(uit), meestal van gelijke tijdsduur. De perioden van hoge amplitude vormen 'blokjes' op de tekening, en een aantal van deze perioden op rij gelijken een kanteel of de bovenkant van een kasteelmuur.

## Wiskundige voorstelling
Een voorbeelddefinitie van een theoretische blokgolffunctie is:
{\displaystyle f(x)=\left\{{\begin{matrix}1&{\mbox{ als }}\sin(x)\geq 0\\0&{\mbox{ als }}\sin(x)<0\end{matrix}}\right.}
Deze functie heeft dezelfde periode als de sinus (sin(x)).
Er zijn echter talloze varianten van een mathematische voorstelling denkbaar; dit is er slechts een.

## Blokgolfschakelingen
Een blokgolf is met zowel een analoge als een digitale schakeling bijzonder eenvoudig te realiseren.

In de analoge variant is een astabiele multivibrator of bistabiele multivibrator een typische blokgolfgenerator. In deze schakeling zijn een weerstand R en condensator of elco C opgenomen die de RC-kring vormen en daarmee de periode van het signaal bepalen.
Bij de digitale variant gebruikt men bijvoorbeeld de 555 timer-IC (of 556, een dubbele uitvoering van de 555), die in minimale configuratie alleen maar een voedingsspanning (van 5 tot 15 volt), een weerstand en een condensator of elco nodig heeft (in astabiele modus). Het uitgangssignaalniveau ligt op circa ⅔e van de voedingsspanning. Net als in de analoge variant, bepalen de waarden van de weerstand (R) en de condensator (C) de periode. Doordat de 555-timer voedingsspanningen van 5 tot 15 volt aankan, is dit IC zowel bruikbaar voor CMOS als TTL toepassingen. De 555-timer is zowel als mono- als bistabiele timer te gebruiken.
De digitale variant geeft een betere benadering van een echte blokgolf en geniet daarom de voorkeur. De uitgang van de timer kan men eventueel op een eenvoudige manier met een klassieke transistorversterkerschakeling versterken om het geschikt te maken als functiegenerator of direct hoorbaar te maken op een luidspreker.
Merk op dat het daadwerkelijk gegenereerde uitgangssignaal altijd een benadering is van de (theoretische) blokgolffunctie; in de praktijk kan de spanning aan de uitgang nooit ineens van 0 naar V(uit) gaan zonder de tussenliggende waarden aan te nemen - de attack rate, de tijd die nodig is om V(uit) te bereiken. Datzelfde geldt voor de overgang van V(uit) naar 0 volt. Aan die zijde spreekt men van de decay rate of vervalwaarde. De theoretische functie van een bloksignaal is (niet-ophefbaar) discontinu op een interval, iets dat in de analoge praktijk niet mogelijk is.
Bovendien zijn, bij sterke uitvergroting van de linkerkant van 1 kanteel, sinusvormige golven zichtbaar die zich om V(uit) slingeren. De schakeling heeft enige tijd nodig om zich rond V(uit) te stabiliseren. Dit is het Gibbs-verschijnsel. Hoe korter de attack- en decayrate, des te beter de schakeling is, alleen heeft dit een nadelig effect op het bereiken van de stabiele toestand, aangezien het Gibbs-effect zich dan in grotere mate manifesteert.
Behalve voor analoge (meet)toepassingen zijn de attack- en decayrates ook meestal irrelevant omdat alleen een discrete of digitale interpretatie van het signaal worden gehanteerd (laag en hoog, 0 en 1). De precieze waarde waarbij het signaal als hoog of laag wordt geïnterpreteerd, hangt samen met de gebruikte technologie en verschilt bijvoorbeeld tussen CMOS en TTL en kan in zekere mate ook nog arbitrair zijn.

## Weergaven van het signaal
Zoals hierboven al vermeld, is het mogelijk om het signaal hoorbaar te maken met een luidspreker. Vergeleken met een gangbare sinusgolf heeft de blokgolf een rijkere klank die doet denken aan een klarinet. Voor een luidspreker geldt overigens nog eens in het bijzonder dat deze niet heen en weer kan springen tussen twee uitslagstanden, maar alle posities ertussen in ook moet aannemen. Dit maakt dat we altijd alleen maar naar een benadering van de blokgolf kunnen luisteren.
Ook is het mogelijk het signaal zichtbaar te maken op een oscilloscoop. Op het scherm van de 'scoop' is dan een grafiek te zien van het uitgangssignaal tegen de tijd. Vooral met dit instrument kan de attack/decayrate zichtbaar worden gemaakt alsook het gedrag van het signaal voordat de stabiele toestand wordt bereikt (het eerder genoemde Gibbs-verschijnsel).

## Varianten
Er zijn verschillende varianten van de blokgolf; men kan bijvoorbeeld denken aan varianten waarbij de tijdsduur van de rustperiode en de actieve periode niet gelijk zijn maar onderling verschillen (de ruststand veel langer, of juist veel korter dan de actieve stand). In timertoepassingen treft men vaak de variant aan waarbij de actieve toestand relatief kort is ten opzichte van de rustperiode. Men spreekt dan ook wel van een pulsgenerator.
Daarnaast kennen we ook een variant met niet 2, maar 3 toestanden: de 0 spanning, een periode met een negatieve waarde en een periode met en positieve waarde waarbij de periode met de 0 spanning 2 maal zo vaak wordt aangenomen als de andere perioden.

## Toepassingen
Toepassingen van de blokgolf zijn vooral timertoepassingen in digitale schakelingen en meettoepassingen van analoge schakelingen (bijvoorbeeld om de skew te bepalen). Om de frequentie van een signaal van willekeurige vorm te bepalen, wordt dit eerst met een verzadigende versterker omgezet naar een blokgolf. Telling van het aantal stijgende flanken per tijdseenheid geeft dan de gezochte frequentie.